# Naillat
 Naillat  es una localidad y comuna   de Francia, en la región de Lemosín, departamento de Creuse, en el distrito de Guéret y cantón de Dun-le-Palestel.
Su población en el censo de 1999 era de 641 habitantes.
Está integrada en la Communauté de communes du Pays Dunois.

## Demografía
| 943 | 1084 | 955 | 809 | 721 | 641 |
| Para los censos de 1962 a 1999 la población legal corresponde a la población sin duplicidades (Fuente: INSEE [Consultar]) |      |     |     |     |     |